# Cantó de Saint-Pol-sur-Ternoise
El cantó de Saint-Pol-sur-Ternoise és un cantó francès del departament del Pas de Calais, situat al districte d'Arràs. Té 42 municipis i el cap és Saint-Pol-sur-Ternoise.

## Municipis
- Beauvois
- Bermicourt
- Blangerval-Blangermont
- Brias
- Buneville
- Croisette
- Croix-en-Ternois
- Diéval
- Écoivres
- Flers
- Foufflin-Ricametz
- Framecourt
- Gauchin-Verloingt
- Guinecourt
- Hautecloque
- Héricourt
- Herlincourt
- Herlin-le-Sec
- Hernicourt
- Humerœuille
- Humières
- Ligny-Saint-Flochel
- Linzeux
- Mainil-lez-Saint-Pol
- Marquay
- Moncheaux-lès-Frévent
- Monts-en-Ternois
- Neuville-au-Cornet
- Nuncq-Hautecôte
- Œuf-en-Ternois
- Ostreville
- Pierremont
- Ramecourt
- Roëllecourt
- Saint-Michel-sur-Ternoise
- Saint-Pol-sur-Ternoise
- Séricourt
- Sibiville
- Siracourt
- Ternas
- Troisvaux
- Wavrans-sur-Ternoise

## Història
| Data d'elecció                           | Identitat      | Partit          | Qualitat |
| ---------------------------------------- | -------------- | --------------- | -------- |
| 1945-1955                                | Aimé Boutleux  | UDSR            |          |
| 1955-1967                                | Charles Chopin | Divers droite   |          |
| 1967-1992                                | Pierre Bonnel  | RI, després UDF |          |
| 1992-2004                                | Georges Debret | UDF             |          |
| 2004-                                    | Maurice Louf   | PS              |          |
| les dades anteriors no són pas conegudes |                |                 |          |
|                                          |                |                 |          |

## Demografia
| A partir de 1990: Població sense dobles comptes |